# Rebecca Patricia Armstrong
Rebecca Patricia Armstrong (en thaï : รีเบคก้า แพทรีเซีย อาร์มสตรอง), surnommée Becky (en thaï : เบคกี้), est une actrice et chanteuse à la double nationalité, britannique et thaïlandaise,.
Rebecca Armstrong commence sa carrière d’actrice dans la série TharnType2: 7 Years of Love. Elle obtient une reconnaissance internationale grâce à ses rôles dans la série Gap: The Series et dans la comédie romantique Long Live Love!.

## Jeunesse et éducation
Rebecca P. Armstrong est née le 5 décembre 2002 à Bangkok en Thaïlande. Née de l’union d’un couple binational, sa mère est thaïlandaise et son père est britannique. Elle a également un frère aîné, Richie.
La scolarité de Becky est marquée par de multiples déménagements d'un pays à l'autre. Elle commence celle-ci en Australie, puis déménage en Thaïlande où elle fréquente la Shrewsbury International School. Par la suite, elle déménage une nouvelle fois pour la Nouvelle-Zélande où elle est scolarisée dans plusieurs établissements.
Dès son retour en Thaïlande, elle intègre la Wattana Wittaya Academy, lieu où elle étudie avec assiduité pour regagner son niveau de langue en thaï. Son cursus scolaire se poursuit au Victoria College à Belfast qui se conclut par sa réintégration au sein de Shrewsbury International School. Lors de sa dernière année au lycée, Becky choisit d’étudier l’Économie (une matière se rapprochant des S.E.S françaises), l’Histoire, l’anglais et l’art dramatique.
Becky est inscrite en licence de droit où elle se spécialise en criminologie et en psychologie à l’Université d’Essex.

## Carrière
Becky commence sa carrière d’actrice en 2020 lorsqu’elle prête ses traits à Thanya, un personnage secondaire, dans la série TharType 2: 7 Years of Love, une suite à la série à succès TharnType: The Series. Becky est l'une des membres du casting qui a été révélé en mai sur Twitter. La série commence sa diffusion en novembre de cette même année. Début 2022, elle incarne le personnage secondaire Fon dans la série Secret Crush on You.
Fin 2022, Becky joue le rôle principal de Mon au sein de la toute première série Girls' Love de Thaïlande, Gap : The Series, une première aussi pour elle dans sa carrière d’actrice. Son interprétation lui fait gagner une grande popularité à l’international et lui fait rafler de multiples récompenses. La série surpasse les 800 000 millions de vues sur YouTube. Elle et sa partenaire d’écran, Freen Sarocha Chankimha, forment un duo plus connu sous le nom de « FreenBecky ».
Becky incarne le personnage de Namo aux côtés de Sunny Suwanmethanont et Araya A. Hargate dans la comédie romantique Long Live Love!, sortie sur les écrans en juin 2023, qui dépeint les péripéties d’une famille brisée,. Le film a rapporté plus de 100 millions de baht, et est l’un des plus gros succès commerciaux de l’industrie du cinéma thaïlandais en 2023. Il a d’ailleurs eu plusieurs projections à l’international, notamment aux États-Unis et au Brésil. Il est diffusé sur Netflix pour un accès plus large depuis l’international en octobre 2023[réf. à confirmer].
Becky interprète le rôle principal dans le court-métrage et le clip musical No Worries, aux côtés de LYKN, un boys band affilié au studio de production Riser Music de GMMTV,.
En 2024, Becky tient l’un des deux rôles principaux dans la romance de science-fiction Uranus2324, le premier film thaïlandais se déroulant dans l’espace et la série historique de romance The Loyal Pin. Il a également été annoncé qu’elle est l'une des membres du casting principal de la série vampirique Vamp The Series.

## Vie privée
Becky se décrit elle-même comme quelqu’un d’aventureux avec une passion pour les sports tels que le football, le tennis, le tir à l’arc, le tir et l’escalade. Elle a également exprimé son vif intérêt pour les requins et la biologie marine.
Becky est la propriétaire de deux bouledogues français, Bonbon et Boba[pertinence contestée].

## Filmographie

### Films
| Year    | Title           | Role                   | Notes          | Ref.   |
| ------- | --------------- | ---------------------- | -------------- | ------ |
| 2023    | Long Live Love! | Namo                   | Rôle principal | [ 28 ] |
| 2023    | No Worries      | Elle-même              | Court-Métrage  | [ 29 ] |
| 2024    | Uranus2324      | Kathriya "Kath" Raywat | Rôle principal | [ 30 ] |
| Inconnu | The Passenger   | Inconnu                | Rôle principal |        |

### Série télévisée
| Year | Title                        | Role                       | Notes           | Ref. |
| ---- | ---------------------------- | -------------------------- | --------------- | --- |
| 2020 | TharnType 2: 7 Years of Love | Thanya                     | Rôle secondaire | \| 2026 \| Cranium \| Bua \| Role principal \| \| \| \| \| idolfactory \| \| ---- \| ------- \| --- \| -------------- \| \| \| \| \| \| \| \| \| \| \| \| \| \| \| \| |
| 2022 | Secret Crush on You          | Fon                        | Rôle secondaire | [ 32 ] |
| 2022 | Gap: The Series              | Mon (Kornkamon Phetpailin) | Rôle principal  | [ 33 ] |
| 2024 | The Loyal Pin                | Princess Anilaphat         | Rôle principal  | [ 34 ] |
| 2024 | Vamp The Series              | Becca                      | Rôle principal  | |
| 2026 | Cranium                      | Bua                        | Role principal  | |
|      |                              |                            | idolfactory     | |
|      |                              |                            |                 | |
|      |                              |                            |                 | |
|      |                              |                            |                 | |

### Publicités
| Year | Title                                                | Role      | Notes | Ref.   |
| ---- | ---------------------------------------------------- | --------- | --- | ------ |
| 2023 | คิดจะพัก คิดถึงคิทแคท แต่ถ้าคิดจะรักอ่ะ คิดถึง Long, Live, Love! | Namo      | Dans la publicité pour Kit Kat, Becky est montrée en train de déguster une de leurs glaces, et cette même publicité est incorporée dans le film Long Live Love! en tant que scène où Namo reçoit une glace au chocolat. | [ 28 ] |
| 2023 | C-Verse - Becky                                      | elle-même | En collaboration avec C-verse, la première plateforme de vente immersive au monde. |        |

## Clips musicaux
| Year | Song Title                         | Artist                                          | Notes                                                                    | Ref.   |
| ---- | ---------------------------------- | ----------------------------------------------- | ------------------------------------------------------------------------ | ------ |
| 2022 | « Pink Theory » (ทฤษฎีรักนี้สีชมพู)      | En collaboration avec Sarocha Chankimha         | Bande-son de Gap: The Series                                             |        |
| 2022 | « Marry Me »                       | En collaboration avec Sarocha Chankimha         | Bande-son de Gap: The Series                                             |        |
| 2023 | « แอบรักไม่ทำให้ใครตาย (NO WORRIES) » | LYKN                                            |                                                                          |        |
| 2023 | « ดาวหางฮัลเลย์ (Halley's Comet) »   | En collaboration avec TEE JETS (พิพิธพล พุกกะณะสุต) | Reprise (Chanson originale de fellow fellow)                             |        |
| 2023 | « No More Blues »                  | En collaboration avec Sarocha Chankimha         | Bande-son de Gap: The Series                                             | [ 35 ] |
| 2024 | « Rule Your Own Pink »             | elle-même                                       | Une chanson écrite par Becky, en collaboration avec Maybelline Thaïlande |        |
| 2024 | « มองหน้ากันไม่ติด (Awkward) »         | โอ๊ต ปราโมทย์ FEAT. MAIYARAP                      | En collaboration avec Sarocha Chankimha                                  |        |

## Discographie
| Year | Song Title                                | Artist                                  | Notes | Ref. |
| ---- | ----------------------------------------- | --------------------------------------- | --- | ---- |
| 2022 | « ลูกอม »                                  | avec Sarocha Chankimha                  | Reprise (Chanson originale par ลูกอม - วัชราวลี WhatChaRaWaLee)                                             |      |
| 2022 | « เอาปากกามาวง »                          | avec Sarocha Chankimha                  | Reprise en anglais (Chanson originale par เอาปากกามาวง - Bell Warisara)                                  |      |
| 2022 | « Pink Theory » (ทฤษฎีรักนี้สีชมพู)             | avec Sarocha Chankimha                  | Bande-son de Gap: The Series                                                                             |      |
| 2022 | « Think Alike » (คิดเหมือนกัน)               | Rebecca Patricia Armstrong              | Bande-son de Gap: The Series                                                                             |      |
| 2022 | « Pink Theory » (ทฤษฎีรักนี้สีชมพู) (Bossa Ver) | avec Sarocha Chankimha                  | Bande-son de Gap: The Series                                                                             |      |
| 2023 | « Marry Me »                              | avec Sarocha Chankimha                  | Bande-son de Gap: The Series (Le clip vidéo est sorti, mais il n’y a pas encore d’audio pour l’instant.) |      |
| 2023 | « No More Blues »                         | En collaboration avec Sarocha Chankimha | Bande-son de Gap: The Series                                                                             |      |
| 2023 | « ดาวหางฮัลเลย์ (Halley's Comet) »          | avec TEE JETS (พิพิธพล พุกกะณะสุต)          | Reprise (Chanson originale par fellow fellow)                                                            |      |
| 2024 | « Rule Your Own Pink »                    | elle-même                               | Une chanson écrite par Becky, en collaboration avec Maybelline Thaïlande. Seul un clip vidéo est sorti.  |      |
| 2024 | « Pantone »                               | elle-même                               | (Aucun clip vidéo ou audio n’est encore sorti à l’heure actuelle)                                        |      |

## Concerts et Fanmeetings
| Year | Day/Month   | Name                                        | City                  | Country     | Location                                | Ref.                  |
| ---- | ----------- | ------------------------------------------- | --------------------- | ----------- | --------------------------------------- | --------------------- |
| 2023 | 10 février  | Gap: The Debutante                          | Bangkok               | Thaïlande   | Siam Pavalai Royal Grand Theatre        | [ 36 ]                |
| 2023 | 12 février  | Gap: The Debutante                          | Manille               | Philippines | SM North EDSA Sky Dome                  |                       |
| 2023 | 26 mars     | FreenBecky FaBulous FanBoom                 | Bangkok               | Thaïlande   | Thunder Dome                            |                       |
| 2023 | 09 avril    | FreenBecky FaBulous FanBoom                 | Macao                 | Chine       | Broadway Theatre                        |                       |
| 2023 | 21 avril    | FreenBecky FaBulous FanBoom                 | Cebu                  | Philippines | Waterfront Cebu City Hotel & Casino     |                       |
| 2023 | 23 avril    | FreenBecky FaBulous FanBoom                 | Manille               | Philippines | New Frontier Theater                    | [ 37 ]                |
| 2023 | 24 avril    | FreenBecky Aromagicare Fan Sign Launch      | Manille               | Philippines | New Frontier Theater                    |                       |
| 2023 | 04 juillet  | FreenBecky Grand Fan Meeting by Aromagicare | Manille               | Philippines | Araneta Coliseum / Big Dome             | [ 38 ]                |
| 2023 | 22 juillet  | FreenBecky FaBulous FanBoom                 | Hong Kong             | Chine       | AsiaWorld Expo Runway 11 / Hall 11      | [ 39 ]                |
| 2023 | 30 juillet  | FreenBecky FaBulous FanBoom (Encore)        | Macao                 | Chine       | Broadway Theatre                        |                       |
| 2023 | 07 octobre  | FreenBecky Fan Meeting                      | Chiba                 | Japon       | Ichikawa City Cultural Hall             | [ 40 ]                |
| 2023 | 25 novembre | FreenBecky 1st Fan Meeting                  | Taipei                | Taiwan      | NTU Sports Center 1F                    | [ 41 ]                |
| 2023 | 24 décembre | Hiking Becky Day Fan Camping                | Bangkok               | Thaïlande   | Union Hall, Union Mall                  | [ 42 ]                |
| 2024 | 12 Janvier  | FreenBecky 1st Fan Meeting                  | Capitole de Singapore | Singapore   | Capitol Theatre                         | [ 43 ]                |
| 2024 | 30 mars     | FreenBecky 1st Fan Meeting                  | Hô-Chi-Minh-Ville     | Vietnam     | Ho Chi Minh Ville                       |                       |
| 2024 | 27 avril    | FreenBecky 2024 Fan Meeting                 | Manille               | Philippines | New Frontier Theatre                    | [ 44 ]                |
| 2024 | 6-7 juillet | Uranus2324 FanCon Live in Bangkok           | Ngamwongwan           | Thaïlande   | MCC Hall The Mall LifeStore Ngamwongwan | [source insuffisante] |
| 2024 | 28 juillet  | The Loyal Pin Gala Premiere                 | Ngamwongwan           | Thaïlande   | MCC Hall The Mall LifeStore Ngamwongwan | [ 46 ]                |

## Prix et nominations
| Year | Award                                                              | Category                                                                                        | Work                                     | Result | Ref.   |
| ---- | ------------------------------------------------------------------ | ----------------------------------------------------------------------------------------------- | ---------------------------------------- | ------ | ------ |
| 2023 | Mellow POP TOP VIRAL CHART                                         | TOP VIRAL IDOL CHART for March (Top des idols viraux en mars)                                   | Gap: The Series                          | Gagné  |        |
| 2023 | 36th Global Film and Television Huading Awards                     | Global Most Popular Actress in a TV Series (Actrice la plus populaire dans une série télévisée) | Gap: The Series                          | Nommée | [ 47 ] |
| 2023 | Kazz Awards                                                        | หนุ่มสาววัยใสโดนใจแห่งปี Sao Wai Sai (2e Place)                                                      |                                          | Gagné  |        |
| 2023 | Kazz Awards                                                        | Rising Female of the Year (Révélation féminine de l'année)                                      |                                          | Gagné  | [ 48 ] |
| 2023 | Kazz Awards                                                        | Couple of the Year (Couple de l'année)                                                          | (with Sarocha Chankimha)                 | Gagné  | [ 49 ] |
| 2023 | Maya TV Awards                                                     | Female Rising Star of the Year (Révélation féminine de l'année)                                 |                                          | Nommée | [ 50 ] |
| 2023 | Maya TV Awards                                                     | Couple of the Year (Couple de l'année)                                                          | (with Sarocha Chankimha)                 | Gagné  | [ 50 ] |
| 2023 | Nine Entertain Awards                                              | People's Choice (Choix du public)                                                               | Gap: The Series                          | Gagné  | [ 51 ] |
| 2023 | SEC Awards 2023 (Brazil)                                           | Favorite Couple in a Series (Couple préféré de l'année dans une série)                          | Gap: The Series (with Sarocha Chankimha) | Gagné  |        |
| 2023 | SEC Awards 2023 (Brazil)                                           | Best Asian Series (Meilleure série d'Asie)                                                      | Gap: The Series                          | Gagné  |        |
| 2023 | Feed Y Capital Awards                                              | Most Popular Actor (Actrice la plus populaire)                                                  |                                          | Gagné  | [ 52 ] |
| 2023 | Feed Y Capital Awards                                              | Most Popular Couple (Couple le plus populaire)                                                  | (with Sarocha Chankimha)                 | Gagné  | [ 53 ] |
| 2023 | HOWE Awards                                                        | The Best Couple Award (Prix du meilleur couple)                                                 | (with Sarocha Chankimha)                 | Gagné  | [ 54 ] |
| 2023 | HOWE Awards                                                        | Hottest Series (Série la plus en vogue)                                                         | Gap: The Series                          | Gagné  | [ 55 ] |
| 2023 | Thai Update Awards                                                 | The Most Favorite Young Female Star (Jeune star féminine la plus populaire)                     |                                          | Gagné  | [ 56 ] |
| 2023 | Thai Update Awards                                                 | The Best TV Series (Meilleure série télévisée)                                                  | Gap: The Series                          | Gagné  | [ 57 ] |
| 2023 | Superstar Maya Awards 2023                                         | รางวัล SUPERSTAR หญิง แห่งปี (Féminine)                                                             |                                          | Nommée | [ 58 ] |
| 2023 | Superstar Maya Awards 2023                                         | Superstar Maya Idol Couple (Couple d'idoles de Superstar Maya)                                  | (with Sarocha Chankimha)                 | Gagné  | [ 58 ] |
| 2023 | Y Universe Awards                                                  | สาขา The Best Series OST (Meilleure bande-son pour une série)                                   | "Pink Theory"                            | Gagné  |        |
| 2023 | Y Universe Awards                                                  | สาขา The Best Couple (Meilleur couple)                                                          | (with Sarocha Chankimha)                 | Gagné  |        |
| 2023 | Y Universe Awards                                                  | สาขา Rising Star (Étoile montante)                                                              |                                          | Gagné  |        |
| 2023 | BreakTudo Awards                                                   | Shipp de Ficção (Ship d'un couple fictionnel)                                                   | MonSam Gap: The Series                   | Gagné  | [ 59 ] |
| 2024 | Japan Expo Thailand Award 2024                                     | Japan Expo Actors Award (Prix des acteurs de la Japon Expo)                                     | (with Sarocha Chankimha)                 | Gagné  |        |
| 2024 | GQ Men of The Year (Thailand)                                      | Nation's Trending Stars (Stars les plus populaires de la nation)                                | (with Sarocha Chankimha)                 | Gagné  | [ 60 ] |
| 2024 | Sanook Top of the Year Awards                                      | The Best Couple Award (Prix du couple de l'année)                                               | (with Sarocha Chankimha)                 | Gagné  | [ 61 ] |
| 2024 | Sanook Top of the Year Awards                                      | The Best Thai Movie of the Year (Meilleur film thaïlandais de l'année)                          | Long Live Love!                          | Gagné  | [ 61 ] |
| 2024 | Sanook Top of the Year Awards                                      | The Best Series of the Year (Meilleure série de l'année)                                        | Gap: The Series                          | Gagné  | [ 61 ] |
| 2024 | Kazz Awards                                                        | Popular Female Teenage Award (Prix de la jeune femme la plus populaire)                         |                                          | Gagné  | [ 62 ] |
| 2024 | Kazz Awards                                                        | Couple of the Year (Couple de l'année)                                                          | (with Sarocha Chankimha)                 | Gagné  | [ 63 ] |
| 2024 | คมชัดลึก อวอร์ด (Komchadluek Awards)                                  | ดาวรุ่งยอดเยี่ยม Best Rising Star (Meilleure révélation de l'année)                                 |                                          | Nommée | [ 64 ] |
| 2024 | คมชัดลึก อวอร์ด (Komchadluek Awards)                                  | สาขาคู่จิ้นยอดนิยม Popular Vote: Couple of the Year (Vote du public : Couple de l'année)             | (with Sarocha Chankimha)                 | Gagné  | [ 65 ] |
| 2024 | Nine Entertain Awards                                              | Couple of the Year (Couple de l'année)                                                          | (with Sarocha Chankimha)                 | Gagné  |        |
| 2024 | Mint Awards 2024                                                   | BEST DIGITAL COVER OF THE YEAR (Meilleure reprise numérique de l'année)                         | (with Sarocha Chankimha)                 | Gagné  |        |
| 2024 | 32nd Suphannahong National Film Awards or the National Film Awards | Best Actress in a Supporting Role (Prix de la meilleure actrice dans un rôle secondaire)        | Long Live Love!                          | Nommée |        |